# Wilbert Longmire
Wilbert Thomas Longmire (* 2. Dezember 1940; † 3. Januar 2018) war ein US-amerikanischer Rhythm-&-Blues- und Jazzgitarrist.

## Leben und Wirken
Wilbert Longmire spielte Anfang der 1960er-Jahre in der Musikszene von Cincinnati; erste Aufnahmen entstanden 1963 mit dem Hank Marr Quartett („The Greasy Spoon“, Federal). Er arbeitete als Sessionmusiker für King Records, außerdem mit Red Prysock und Jack McDuff. 1967 nahm er in New York mit Trudy Pitts/Bill Carney auf.
Um 1968 spielte er in Los Angeles sein Debütalbum Revolution (Wold Pacific) ein; der von Joe Sample geleiteten Studioband gehörten u. a. Gary Barone, George Bohanon, Anthony Ortega. Wilton Felder, Leon Spencer, Larry Gales und Paul Humphrey an. In den folgenden Jahren arbeitete er in Gerald Wilsons Big Band und Rusty Bryant. Auf Empfehlung von George Benson, der ihn an Bob James vermittelte, erhielt er die Gelegenheit, ein Album für das Columbia-Sublabel Tappan Zee Records aufzunehmen (Sunny Side Up). In den folgenden Jahren nahm er außerdem die LPs Champagne (1978) und With All My Love (1980) auf. In späteren Jahren spielte er erneut mit Hank Marr (Groovin’ It) und trat wieder in seiner Heimatstadt auf. Im Bereich des Jazz war er zwischen 1963 und 2005 an 22 Aufnahmesessions beteiligt.